# Letters Sent Home
Letters Sent Home ist eine im Jahr 2015 gegründete Alternative-Rock-Band aus Wolfsburg in Niedersachsen.

## Geschichte
2015 gründeten Emily Paschke, Lara Ripke und Robin Werner die Band unter einem anderen Namen, als sie noch zusammen auf die Schule gingen. Louis Schramm wurde dann einige Jahre später Teil des Projekts. Seit 2017 trägt die Band den Namen Letters Sent Home. Der Bandname ist dabei von einer Zeile aus dem Song Laika der englischen Rockband Boston Manor inspiriert.
Ihre erste Single mit dem Namen Breathe veröffentlichte die Band im Februar 2018. Im Mai folgte die erste EP Back to Life mit insgesamt sechs Songs, welche inzwischen nicht mehr auf Streamingsplattformen verfügbar sind. Im selben Jahr war die Band auch Vorgruppe für die Göttinger Rockband Guano Apes.
Ihre zweite EP mit dem Namen Letters Sent Home veröffentlichte die Band im Juli 2020. Im Dezember 2021 wurde die EP Misery Loves Company veröffentlicht. Im Jahr 2022 unterschrieb die Gruppe einen Plattenvertrag beim Label Hassle Records, bei welchem im selben Jahr die vierte EP Fire in Me erschien. Teil der EP ist auch der Song Phoenix, welcher bereits Teil der ersten EP Back to Life gewesen war, nun aber als neue Version veröffentlicht wurde.
2023 folgte dann der Wechsel zu SharpTone Records. Der Wechsel wurde zusammen mit der Veröffentlichung der Single Request Denied am 26. Oktober bekanntgegeben. Mit Elements und I Hope I Die First. folgten zwei weitere Single-Auskopplungen vor der Veröffentlichung des Debütalbums Forever Undone am 12. April 2024. Das Album erhielt positive Rezensionen; das Distorted Sound Magazine bewertete es mit 8/10 und hob dabei unter anderem das Experimentieren mit verschiedenen Genres als eine der Stärken hervor.
Im Jahr 2025 war die Band erst als Vorband von Enemy Inside und später von Coldrain auf Tour in Deutschland und im europäischen Ausland. Im Herbst 2025 ist die Band als Support der deutschen Post-Hardcore-Band From Fall to Spring eingeplant. Am 10. Oktober erscheint außerdem eine Extended Edition des Albums Forever Undone, welche fünf neue Songs beinhalten wird.

## Musik
Die Musik lässt sich nur schwer einem Genre zuordnen, da die Band oft mit verschiedenen Stilrichtungen experimentiert. Dabei vereint die Gruppe unter anderem Einflüsse aus Alternative Rock, Post-Hardcore, Pop-Punk und Dark Pop. Auch elektronische Elemente kommen in den Liedern immer wieder vor. Aufgrund der persönlichen Texte, welche sich oft rund um die Themen mentale Gesundheit und Trauma drehen, wird die Musik auch dem Emo zugeordnet.
Als große musikalische Einflüsse nennt die Band sowohl Rockbands wie Pvris, Bring Me the Horizon und Holding Absence als auch Pop-Artists wie Holly Humberstone und Billie Eilish.

## Diskografie
Alben
- 2024: Forever Undone (SharpTone Records)

EPs
- 2018: Back to Life (Selbstverlag)
- 2020: Letters Sent Home (Selbstverlag)
- 2021: Misery Loves Company (Selbstverlag)
- 2022: Fire in Me (Hassle Records)

Singles
- 2020: Mosaic Mirror
- 2020: Golden Hostage
- 2020: Vendetta
- 2021: Blue Lights
- 2021: Misery Loves Company (feat. Joel Quartuccio von Being as an Ocean)
- 2021: Waves
- 2021: Anxiety (feat. Linda Battilani von Halflives)
- 2022: Born to Die
- 2022: Fire
- 2022: Phoenix
- 2023: Request Denied
- 2023: Elements
- 2024: I Hope I Die First.
- 2024: Hysteria
- 2025: September 29
- 2025: A Wife A Whore (feat. Pentastone)
- 2025: Bloom (feat. Luna Kills)